# Пазухины
Па́зухины — древний русский дворянский род. Фамилия Пазухин происходит от прозвища Пазух, Пазуха, буквально означающего пространство между грудью и прилегающей к ней одеждой.

## Происхождение и история рода
Происходят от Фёдора Пазуха выехавшего (1496) из Мстиславля (Литва) на службу великому князу московскому Ивану III, оставив в Литве многих сродников своих, литовских шляхтичей. Его внук Демид (Вторый) Захарович Пазухин при Василии Шуйском служил по Костроме, имел поместье в селе Новом Плёсского стана Костромского уезда. Он был убит под Калугой во время вылазки при подавлении восстания Болотникова (1608).
Иван Демидович Пазухин за действия против литвинов (1613) и московское осадное сидение (1618) к прежнему его поместному окладу от государей вёрстан был вновь поместьями (1620). Семён Иванович Пазухин, основатель симбирской ветви рода, из которой происходила мать историографа Николая Карамзина, за службы предков и отца его жалован от государей грамотой на поместья (1690). Андрей Демидович Пазухин сохранял поместье в селе Новом. Равным образом и их потомки служили российскому престолу в различных должностях и владели деревнями, что доказывается грамотами, жалованными от государей на поместья, и другими справками архивов.
Род Пазухиных внесён в VI часть родословных книг Костромской, Ярославской и Симбирской губерний. Герб рода Пазухиных внесён в Часть 9 Общего гербовника дворянских родов Российской империи, на странице 37.

## Известные представители
- Пазухин Иван Второво - московский дворянин (1640-1658).
- Пазухин Семён Иванович - стряпчий (1678), стольник (1690-1692).
- Пазухин Фёдор Иванович - стряпчий (1679-1692).
- Пазухин Григорий Борисович - стряпчий (1680), стольник (1681-1686).
- Пазухин Афанасий Борисович - стольник царицы Прасковьи Фёдоровны (1686), стольник (1687-1692).
- Пазухин Михаил Иванович - московский дворянин (1692)[1].
- Борис Андреевич Пазухин — рында в польском походе (1666—1668) встречал и провожал до Терека патриархов Александрийского Паисия и Антиохийского Макария III, стрелецкий голова в Москве (1674). В мае 1679 года был, вместе с Семёном Ивановичем Пазухиным, назначен во главу посольства в Крым, к хану Мураду Гераю[2]. 19 июня 1679 года, по пути в Крым был убит при нападении на посольство «воровских людей» и черкасов, а посольство разграблено. Его сын Афанасий дослужился до чина стольника, был убит в бою под Нарвой в 1704 году.
- Иван Андреевич Пазухин — дворянин московский (1676-1677), в 1658 году был на приёме при приезде грузинского царя Теймураза I. В 1662 году послан в Данию гонцом с известием о едущих туда полномочных послах московского царя. Занимался межеванием вотчин различных монастырей, находился в Белгородском полку «у судных и всяких распросных дел».
- Василий Иванович Пазухин (1670—1747) в 1695 году написан в «житьё» и служил в Преображенском полку. С 1705 года провиантмейстер в новозавоёванных городах. В 1713—1731 гг. фискал Костромской провинции. В 1731—1740 гг. товарищ воеводы в Кадые. Его праправнуки Василий и Алексей Александровичи — участники Крымской войны: первый участвовал в боевых действиях при обороне Кронштадта в 1854 году, второй — в обороне Севастополя 1854—1855 гг. на бастионах № 2 и 4.

Ярославская (юрьевская) ветвь
- Пётр Иванович Пазухин (? — 1743) — брат Василия Ивановича, с 1728 года капитан московской полиции, с 1741 года — товарищ воеводы в Юрьеве-Польском.
- Борис Петрович Пазухин (1720—1765) — в 1736—1741 гг. обучался в Греко-латинской академии, с 1759 года шуйский, а с 1764 года юрьевский воевода.
- Михаил Павлович Пазухин (1799—1759) — внук Бориса Петровича, заседатель Даниловского уездного суда, Ярославской палаты уголовного суда, Ярославского совестного суда.
- Николай Михайлович Пазухин (1857—1898) — русский писатель («Убийство миллионера разбойником Чуркиным» (1884), «Чёрный череп, или Таинственное преступление» (1894) и др.).
- Алексей Михайлович Пазухин (1851—1919) — русский писатель («Так было суждено» (1884), «Ландыши» (1883), «Разрушенное счастье» (1910), «Вокруг трона» (1917) и др.).

Симбирская ветвь
- Егор Иванович Пазухин (1731—1774) — внук основателя ветви Семёна Ивановича, убит с женой и детьми пугачёвцами на экономическом винокуренном заводе в Алатырском уезде.
- Екатерина Петровна Карамзина (урожд. Пазухина, 1730-35 — 1769) — внучка основателя ветви, мать историка Николая Карамзина[3].
- Борис Сергеевич Пазухин (1777—1842) — праправнук Семёна Ивановича, одноклассник Сергея Аксакова, в 1818 году состоял в комиссии по переделке и украшению комнат Царскосельского дворца, затем — советник Владимирской казённой палаты и в 1833—1842 гг. курмышский предводитель дворянства.
- Николай Дмитриевич Пазухин (1840—1899) — племянник Бориса Сергеевича, председатель Симбирской губернской земской управы, почётный мировой судья.
- Алексей Дмитриевич Пазухин (1845—1891) — правитель Канцелярии министра внутренних дел, автор контрреформ 1889—1892 гг.